# ساركومة الأنسجة الرخوة
ساركومة الأنسجة الرخوة (STS) هي نوع من الساركومة التي تتطور في النسيج الضام، وعلى الرغم من أن المصطلح يُطبق أحيانًا على عناصر الأنسجة الرخوة التي لا تعتبر حاليًا نسيجًا ضامًا. هناك عدد من الأنواع. 

## العلامات والأعراض
في مراحلها المبكرة، عادةً لا تسبب ساركومة الأنسجة الرخوة في الأنسجة الرخوة أية أعراض ظاهرة. نظرًا لأن الأنسجة الرخوة مرنة نسبيًا، يمكن أن تنمو الأورام ويكبر حجمها، بدفع الأنسجة الطبيعية جانباً، قبل أن يُشعربها أوبدون تسبيب أي مشاكل. أول الأعراض التي تكون ملحوظة هي عادة وجود كتلة ولكن بلا ألم أو تورم. مع نمو الورم، قد يسبب أعراضًا أخرى، مثل الألم أو الشعور بالوجع والإغاظة، لأنه يضغط على الأعصاب والعضلات القريبة.

## عوامل خطر الإصابة بالمرض
لا ترتبط معظم حالات ساركومة الأنسجة الرخوة بأي عوامل خطر معروفة أو سبب محدد. ولكن هناك بعض الاستثناءات:
- تشير الدراسات إلى أن العمال الذين يتعرضون للكلوروفينول في المواد الحافظة للأخشاب ومبيدات الأعشاب المحتوية على الفينوكسي قد يكون لديهم خطر متزايد للإصابة بساركومة الأنسجة الرخوة. حيث تعرضت نسبة مئوية غير عادية من المرضى الذين يعانون من ورم في الأوعية الدموية، ساركومة وعائية، إلى كلوريد الفينيل في عملهم. تستخدم هذه المادة في صناعة بعض أنواع البلاستيك، ولا سيما كلوريد متعدد الفاينيل.[3]
- في أوائل القرن العشرين، عندما كان العلماء يكتشفون فقط الاستخدامات المحتملة للعلاج بالإشعاع للمرض، لم يكن معروفًا عن مستويات الجرعة المأمونة وطرق إستخدامها الدقيقة. في ذلك الوقت، تم استخدام الإشعاع لعلاج مجموعة متنوعة من المشاكل الطبية غير السرطانية، بما في ذلك تضخم اللوزتين والغدانيات والغدة الصعترية. في وقت لاحق، وجد الباحثون أن جرعات عالية من الإشعاع تسبب ساركومة للأنسجة الرخوة في بعض المرضى.[4] بسبب هذا الخطر، يتم الآن التخطيط للعلاج الإشعاعي للسرطان لضمان تسليم الحد الأقصى من جرعة الإشعاع إلى الأنسجة المريضة بينما يتم حماية الأنسجة المحيطة المحيطة قدر الإمكان.